# 에스더 롤

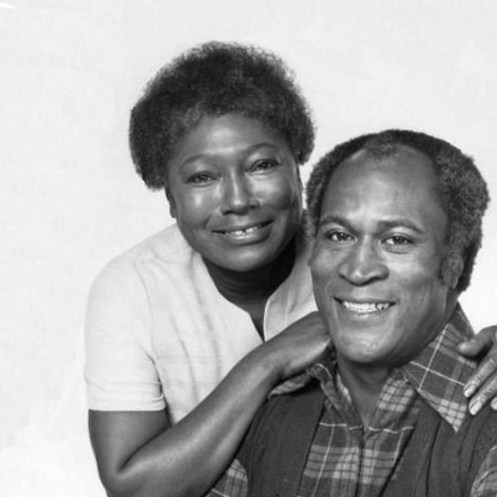

에스터 롤(Esther Rolle, 1920년 11월 8일 ~ 1998년 11월 17일)은 미국의 배우, 무용가이다. 1975년 제32회 골든 글로브상 뮤지컬·코미디 시리즈 부문 여우주연상 후보에 올랐으며, 1979년 제31회 프라임타임 에미상 미니시리즈·TV 스페셜 부문 여우조연상을 수상하였다.
폼파노 비치에서 태어났으며 컬버시티에서 당뇨병으로 사망하였다. 플로리다주에 안장되었다.

## 출연 작품

### 영화
- 누가 그래 내가 무지개를 타지 못한다고 (1971, Who Says I Can't Ride a Rainbow!)
- Cleopatra Jones (1973)
- Summer of My German Soldier (1979)
- 진정한 승부 (1987, P.K. and the Kid)
- 형사 퀸 (1989, The Mighty Quinn)
- 드라이빙 미스 데이지 (1989)
- 동심의 크리스마스 (1990, The Kid Who Loved Christmas)
- Color Adjustment (1992) - 본인 (다큐멘터리)
- 하얀 개와 춤을 (1993, To Dance with the White Dog)
- 카드로 만든 집 (1993)
- 아메리칸 퀼트 (1995)
- 프레지던트 (1996)
- Rosewood (1997)
- Down in the Delta (1998)

### 텔레비전
- 원 라이프 투 리브 (1970-71)
- Good Times (1974-79)
- 사랑의 유람선 (1983)
- American Playhouse - 태양의 계절 편 (1989)
- Scarlett (1994)
- 천사의 손길 (1997)